# Пальмы и линии электропередач
«Пальмы и линии электропередач» (англ. Palm Trees and Power Lines) — драматический фильм 2022 года. Режиссёрский дебют Джейми Дак, основанный на её одноимённом короткометражной ленте 2018 года. Сценарий был написан Дак совместно с Одри Финдли (базируется на рассказе Дак). Сюжет фильма повествует о замкнутой девочке-подростке, вступающей в отношения с мужчиной вдвое старше её. Главные роли исполнили Лили Макинерни, Джонатан Такер и Гретчен Мол.
Мировая премьера ленты состоялась 24 января 2022 года на кинофестивале «Сандэнс». Дак получила награду за лучшую режиссуру среди американских драматических фильмов. 3 марта 2023 года фильм был выпущен в ограниченный прокат компанией Momentum Pictures. Лента была тепло встречена критиками и получила четыре номинации на кинопремию Independent Spirit Awards, в том числе за «Лучший дебютный полнометражный фильм».

## Сюжет
Леа — 17-летняя девушка, которая проводит последние дни лета гуляя со своей лучшей подругой Эмбер. Она живет в пригороде Южной Калифорнии со своей матерью-одиночкой Сандрой, мало интересующейся жизнью ребёнка. Отец Леи живет в Аризоне со своей новой семьей и также не принимает участия в судьбе дочери. У Леи завязываются отношения с одним из своих сверстников, Джаредом. Однако девушка понимает, что интересна ему только в качестве сексуального партнёра, и ей очень не нравится такое положение вещей.
Однажды вечером, когда Леа с друзьями обедает в закусочной, девушка замечает мужчину сидящего за соседним столиком, который подмигивает ей. Друзья Леи решают не платить за еду и убегают из ресторана, однако из-за нерасторопности девушки её ловит повар и требует оплатит счёт. За Лею вступается тот самый мужчина. По дороге домой он догоняет девушку на машине и уговаривает сесть к нему в автомобиль. Мужчина представляется Томом и говорит что ему 34 года. Леа тоже рассказывает о себе и прежде чем она покидает машину он добавляет в ее сотовый телефон свой номер.
Леа очарована Томом и признается Эмбер, что влюбилась, однако она не вдаётся в подробности и говорит, что её новый парень — мальчик из другой школы. Отношения Леи с матерью становятся еще более напряжёнными, когда та приводит в дом своего бывшего ухажёра. Леа делится с Томом своими переживаниями, и он проявляет к девушке заботу и понимание, рассказывая, что у него тоже не сложились отношения со своим отцом. Когда Леа спрашивает мужчину, чем он зарабатывает на жизнь, тот уходит от конкретного ответа лишь пространно говоря, что у него есть собственный бизнес по ремонту домов.
Вскоре между ними начинается роман. Леа соглашается провести с Томом ночь, и он отвозит ее в отель, уверяя девушку, что остановился там временно, так как подыскивает новую квартиру. Леа чувствует, что что-то не так, когда Тому приходится покинуть комнату, чтобы разобраться с каким-то человеком, но он настаивает на том, что просто помогал одному из соседей. Гуляя с Томом по пляжу, Лею замечает одноклассница. Вскоре слухи доходят до Эмбер, и девушка берет с подруги обещание никому не рассказывать о её романе. Том также просит Лею не видеться с другими парнями, говоря ей: «Ты моя».
Однажды Леа и Том обедают ресторане, и официантка начинает подозревать, что девушка находится с ним против своей воли. Когда Том выходит на улицу, чтобы ответить на телефонный звонок, официантка говорит Лее, что если ей нужно уйти, она готова ей помочь. Сбитая с толку девушка не понимает зачем ей нужна помощь, и тогда официантка упоминает, что Том часто посещает закусочную с другими молодыми девушками. Когда Том возвращается, он чувствует беспокойство Леи и заставляет ее рассказать о причине смены настроения. Узнав об разговоре с официанткой, он начинает всё отрицать утверждая, что она, должно быть, перепутала его с кем-то другим.
Позже, когда Леа проводит время со своими друзьями, Джаред насмешливо шутит, что ее видели «тусующейся с престарелыми». Разгневанная тем, что Эмбер рассказала об этом Джареду, Леа ссорится с друзьями и идёт к Тому. Мужчина заверяет ее, что мнение ее друзей и семьи не имеет значения и дарит ей браслет. Когда он спрашивает, не хочет ли она пойти с ним куда-нибудь, Леа без колебаний соглашается, и они направляются к нему в номер. Том спрашивает Лею не может ли она что-нибудь для него сделать. И говорит, что ей нужно переспать с другим мужчиной за деньги, и если она любит его, то сделает это. Принудив ее к проституции, он покидает номер. После этого некий пожилой мужчина принуждает сопротивляющуюся Лею заняться с ним оральным и анальным сексом. Пока мужчина находится в душе, эмоционально опустошённая девушка собирает вещи и выходит из комнаты, но Том догоняет её и начинает обнимать, прежде чем она успевает покинуть отель.
После этого Том отвозит её в ресторан, и Леа под предлогом уходит в туалет, после чего незаметно выходит из здания. Вся в слезах она звонит Эмбер и просит забрать её, после чего они мирятся. Дома Леа старается проводить больше времени с матерью и возвращается к частому общению с Эмбер. Эмбер расхваливает браслет своей подруги, что подталкивает ее позвонить к Тому, однако обнаруживает, что его телефон отключён. После этого девушка идёт к нему в отель, но её никто не открывает дверь. Она спрашивает о местонахождении Тома у другой постоялицы, и женщина с неохотой набирает его номер. Леа рыдает в трубку и спрашивает, почему Том ее бросил. Фильм заканчивает признанием девушки к нему в любви.

## В ролях
| - Лили Макинерни — Леа - Джонатан Такер — Том - Гретчен Мол — Сандра - Оден Торнтон — Кэти | - Тимоти Таратчила — Джаред - Армани Джексон — Патрик - Кенни Джонстон — Джимми - Куинн Франкель — Эмбер |  |

## Отзывы критиков
Фильм получил высокие оценки от кинокритиков, его рейтинг на сайте Rotten Tomatoes составляет 90 % на основе 69 рецензий со средней оценкой 7,7/10. Консенсус критиков гласит: «Эта лента рассказывает сложную историю с потрясающим мастерством. Лили Макинерни заявила о себе как молодая актриса с блестящим потенциалом». На сайте Metacritic рейтинг фильма составляет 73 балла из 100 на основе 20 обзоров, что приравнивается «в целом положительному» статусу.

### Награды и номинации
| Премия                                    | Дата проведения  | Категория                            | Номинант                    | Результат | Ссылка |
| ----------------------------------------- | ---------------- | ------------------------------------ | --------------------------- | --------- | ------ |
| Sundance Film Festival                    | 28 января 2022   | Главный приз жюри                    | Palm Trees and Power Lines  | Номинация | [ 5 ]  |
| Sundance Film Festival                    | 28 января 2022   | Лучший режиссёр                      | Джейми Дак                  | Победа    | [ 5 ]  |
| San Francisco International Film Festival | 30 апреля 2022   | Приз лучшему новому режиссёру        | Джейми Дак                  | Номинация | [ 6 ]  |
| Deauville American Film Festival          | 10 сентября 2022 | Гранпри                              | Джейми Дак                  | Номинация | [ 7 ]  |
| Deauville American Film Festival          | 10 сентября 2022 | Специальный приз жюри                | Джейми Дак                  | Победа    | [ 7 ]  |
| Torino Film Festival                      | 3 декабря 2022   | Лучший художественный фильм          | Джейми Дак                  | Победа    | [ 8 ]  |
| Torino Film Festival                      | 3 декабря 2022   | Лучший сценарий                      | Джейми Дак и Одри Финдли    | Победа    | [ 8 ]  |
| Independent Spirit Awards                 | 4 марта 2023     | Лучший дебютный полнометражный фильм | Джейми Дак и Лия Чен Бейкер | Номинация | [ 9 ]  |
| Independent Spirit Awards                 | 4 марта 2023     | Лучший сценарий                      | Джейми Дак и Одри Финдли    | Номинация | [ 9 ]  |
| Independent Spirit Awards                 | 4 марта 2023     | Прорыв года                          | Лили Макинерни              | Номинация | [ 9 ]  |
| Independent Spirit Awards                 | 4 марта 2023     | Лучшая роль второго плана            | Джонатан Такер              | Номинация | [ 9 ]  |